# 425 Park Avenue
425 Park Avenue  är en skyskrapa som ligger på Manhattan i New York, New York i USA.
Byggnaden uppfördes mellan 2016 och 2020 som en fastighet för kontorsverksamhet, invigningen skedde dock i oktober 2022. Den är 273,41 meter hög och har 41 våningar.